# Alex Karras
Alexander George Karras (Gary, 15 luglio 1935 – Los Angeles, 10 ottobre 2012) è stato un giocatore di football americano, wrestler e attore statunitense, il quale, chiusa la carriera sportiva, si dedicò con un certo successo alla recitazione.
È morto nel 2012, all'età di 77 anni, per una malattia renale. Nel 2020 è stato inserito nella Pro Football Hall of Fame.

## Football americano e wrestling

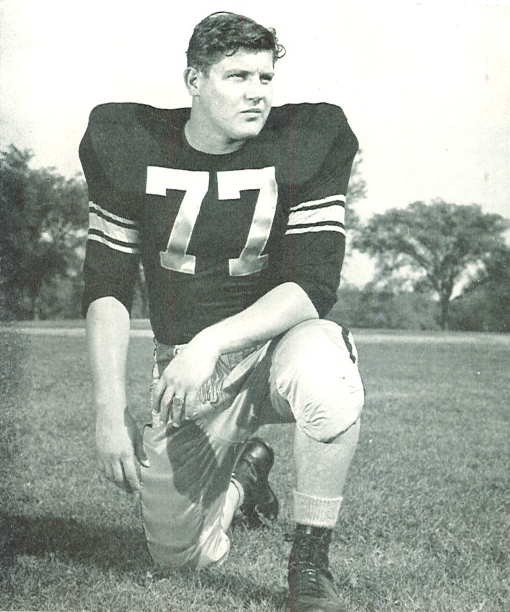
Alex Karras nel 1958

Figlio di un dottore morto quando aveva 13 anni, Karras fu scelto dai Detroit Lions nel Draft NFL 1958. Tuttavia, prima ancora di firmare coi Lions, sottoscrisse un contratto da wrestler professionista per i sei mesi in cui non era impegnato con la squadra. Questo doppio ingaggio durò per una stagione.
Nel 1963 rimase coinvolto in uno scandalo: la NFL lo accusò di scommettere sulle gare del campionato e lui e Paul Hornung, giocatore dei Green Bay Packers, furono sospesi per una stagione.
Durante quell'anno di esilio, Karras tornò al wrestling. Nel marzo del 1964 sia lui che Hornung furono reintegrati dalla Federazione. Nel primo incontro giocato dopo il rientro, Karras fu chiamato dall'arbitro per il lancio della monetina. Lui rifiutò di scegliere pronunciando le parole: "Mi spiace, signore, ma a me non è permesso scommettere".
Rimase poi coi Lions fino al 1970, quando un infortunio ne compromise le prestazioni e la squadra lo sciolse dal contratto nella pre-stagione del 1971.
Nella sua carriera da giocatore di football ha collezionato 161 presenze nella NFL, 4 convocazioni per il Pro Bowl ed è stato inserito nella formazione ideale della NFL degli anni 1960, scelta dalla Pro Football Hall of Fame.

### Palmarès
- Convocazioni al Pro Bowl: 4

1959, 1960, 1961, 1965
- Outland Trophy - 1957
- Formazione ideale della NFL degli anni 1960
- Pro Football Hall of Fame (classe del 2020)

## Recitazione
La sua prima apparizione davanti alla macchina da presa risale al 1968, quando interpretò sé stesso in Paper Lion di Alex March.
Il personaggio cinematografico che lo rese più famoso fu però quello di Mongo in Mezzogiorno e mezzo di fuoco (1974) di Mel Brooks. Tra gli altri suoi film, si possono ricordare Ormai non c'è più scampo (1980), Victor Victoria (1982), Porky's - Questi pazzi pazzi porcelloni (1982), Due vite in gioco (1984).
Karras partecipò inoltre a diverse serie televisive, tra le quali Webster, in cui interpretò George Papadopolis, il padre adottivo dell'orfano di colore Webster Long (Emmanuel Lewis). Nella serie, di cui furono girati 150 episodi dal 1983 al 1989, Karras ebbe come partner femminile l'attrice Susan Clark, che sposò nel 1980 e dalla quale nello stesso anno ebbe una figlia, Kathy.
Dalla prima moglie, Ivalyn Joan Jurgensen, con cui fu sposato dal 1958 al 1975, ebbe altri cinque figli.

## Filmografia parziale

### Cinema
- Mezzogiorno e mezzo di fuoco (Blazing Saddles), regia di Mel Brooks (1974)
- The Great Lester Boggs, regia di Harry Thomason (1974)
- Win, Place or Steal, regia di Richard Bailey (1975)
- FM, regia di John A. Alonzo (1978)
- Ormai non c'è più scampo (When Time Ran Out), regia di James Goldstone (1980)
- Porky's - Questi pazzi pazzi porcelloni (Porky's), regia di Bob Clark (1982)
- Victor Victoria, regia di Blake Edwards (1982)
- Due vite in gioco (Against All Odds), regia di Taylor Hackford (1984)

### Televisione
- Daniel Boone – serie TV, 1 episodio (1969)
- La strana coppia (The Odd Couple) – serie TV, 1 episodio (1973)
- McMillan e signora (McMillan & Wife) – serie TV, 1 episodio (1974)
- M*A*S*H – serie TV, 1 episodio (1974)
- Colorado (Centennial) – miniserie TV, 12 puntate (1978-1979)
- Webster – serie TV, 150 episodi (1983-1989)

## Doppiatori italiani
- Marcello Tusco in Due vite in gioco
- Massimo Dapporto in Webster